# Hopsten
Hopsten là một đô thị ở huyện Steinfurt, trong Nordrhein-Westfalen, Đức. Đô thị này có cự ly khoảng 15 km về phía đông bắc của Rheine and 25 km về phía đông nam của Lingen.